# Ruine Hornstein (Bingen)
Die Burg Hornstein ist die Ruine einer Höhenburg auf einem spornartigen Felsrücken oberhalb der Lauchert auf rund 630 m ü. NN beim Bingener Ortsteil Hornstein im Landkreis Sigmaringen in Baden-Württemberg. Sie wurde im Jahre 1244 erstmals erwähnt.

## Geschichte
Die Burg war reichsritterlicher Besitz, ihre erste urkundliche Erwähnung geht ins Jahr 1244 zurück. Vorher saßen die schon im 11. Jahrhundert genannten Herren von Hornstein wohl auf einer Burg im Hornsteiner Ortsbereich.
Als Stammsitz des gleichnamigen Adelsgeschlechts derer von Hornstein erlebte die Burg mehrere Aufbauphasen, bis sie um 1700 zu einem stattlichen Barockschloss umgebaut wurde. 1787 veräußerten die Hornsteiner ihren Besitz an die Fürsten von Hohenzollern-Sigmaringen. 
1818 verfügte der Fürst von Hohenzollern-Sigmaringen, dass in der Burg eine Hohenzollernsche „Zucht- und Besserungsanstalt“ eingerichtet werden sollte. Nach erfolgtem Umbau startete der Anstaltsbetrieb am 14. Dezember 1818. In der Anstaltsordnung war auch festgelegt, dass Irre aufgenommen wurden. 1850 erfolgte der Anschluss der hohenzollerischen Fürstentümer an Preußen. Der preußische Staat führte die Anstalt weiter, 1859 wurde eine Straf- und Korrektionsanstalt für Männer daraus. Die weiblichen Insassen wurden seinerzeit nach Habsthal verbracht. 1869 wurde die Anstalt geschlossen.
1873 wurde die Anlage zum Abbruch verkauft, die Gebäude wurden abgebrochen und die Gemäuer dem Zerfall preisgegeben. Erhalten wurde nur die Schlosskapelle, ein barockes Kleinod, in dem der christliche Jahreskreis gepflegt wird. Von 1947 bis 1962 wurde die Ruine als Freilichtbühne genutzt.
Seit 1988 kümmert sich der Förderverein Ruine Hornstein e. V. um das Denkmal. Diesem Verein ist es auch zu verdanken, dass die Reste baulich gesichert wurden. Denn bis 1997 wurden die alten Gemäuer behutsam saniert und restauriert, danach rückte der kulturelle Aspekt in den Vordergrund. 2003 wurde das Turmzimmer über der Kapelle öffentlich zugänglich gemacht. Es ist über eine Wendeltreppe erreichbar. Mit Unterstützung von LEADER entstanden Werkstätten sowie Büro-, Sanitär- und Lagerräume.
Heute hat sich die Ruine Hornstein durch zahllose Veranstaltungen des Fördervereins in den vergangenen Jahren zu einem touristischen Anziehungspunkt entwickelt. Erlebnisorientierte Angebote für Kinder sind fester Bestandteil im Jahresprogramm des Fördervereins. Des Weiteren finden auf der Ruine die unterschiedlichsten Veranstaltungen statt, unter anderem auch die Belagerung, das größte Mittelalter-Spektakel im Landkreis mit Rittern, Schwertkämpfern, Tänzern, Gauklern, Feuerschluckern und Marktständen. Unterhalb der Ruine im Fäulesloch wird dafür eine stilgerechte Zeltstadt aufgebaut, die von darstellenden Alamannen, Normannen, Edlen, Schotten und Wikingern bevölkert wird.

## Besichtigung
Die Ruine ist für die Öffentlichkeit zugänglich. In der Schlosskapelle befinden sich Schnitzereien von Franz Magnus Hops und im Stuckmarmor-Altar einen von Joseph Anton Feuchtmayer (1696–1770) geschaffenen 132 Zentimeter hohen Stuckalabastercorpus des Gekreuzigten.

## Bilder

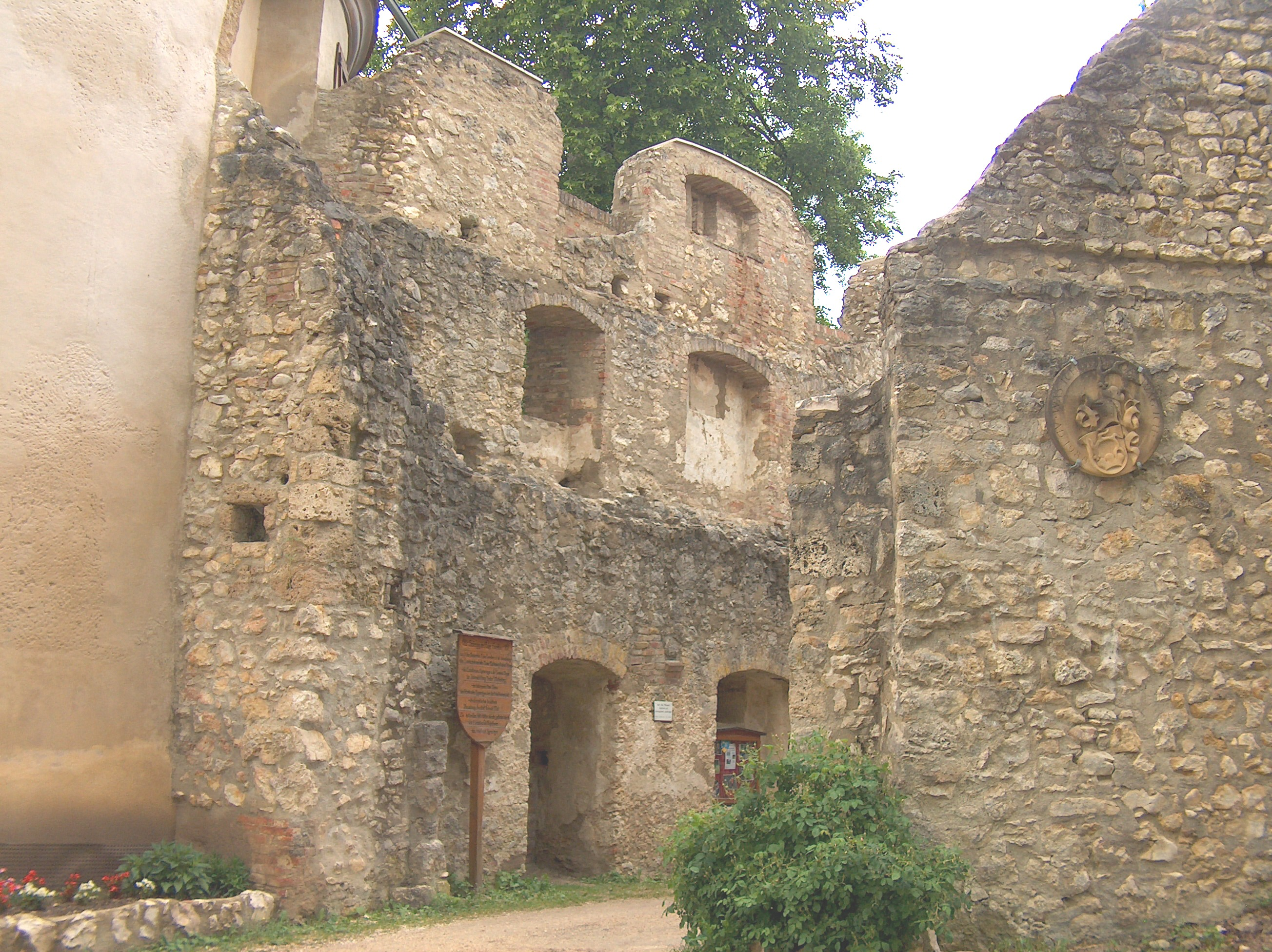
Der Nordteil der Ruine Hornstein
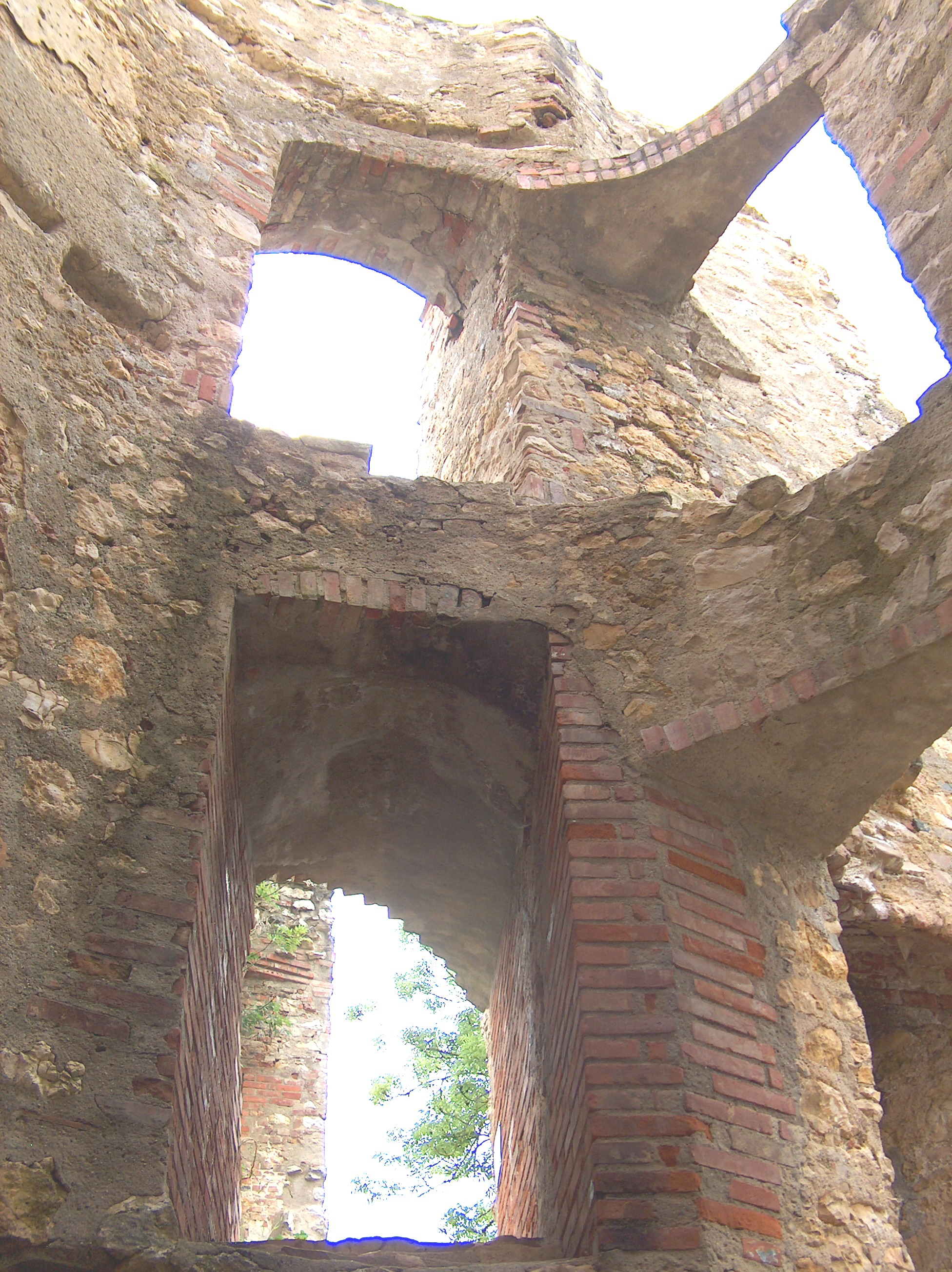
Die Turmreste im Südteil der Ruine Hornstein
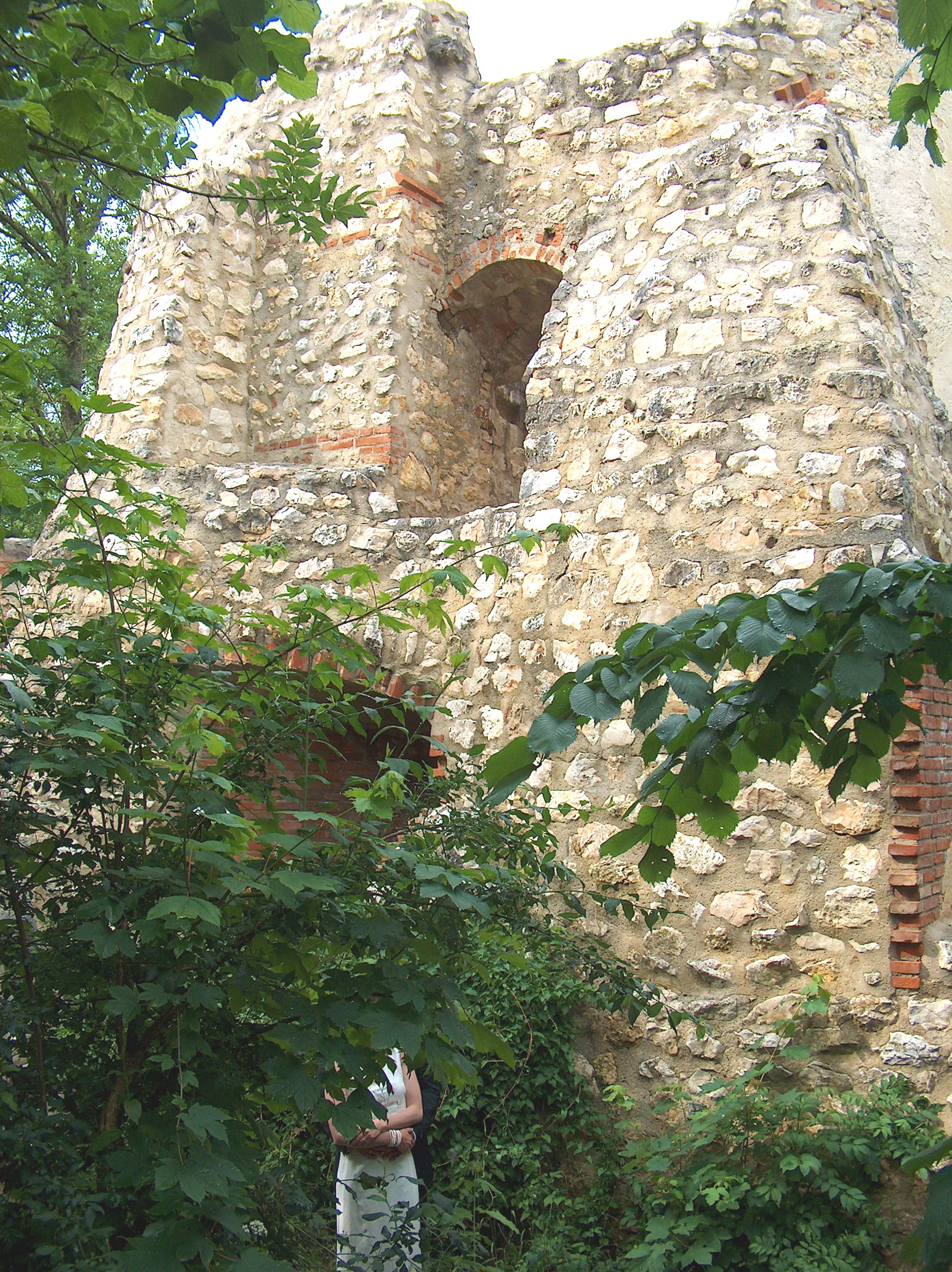
Der Südteil der Ruine Hornstein
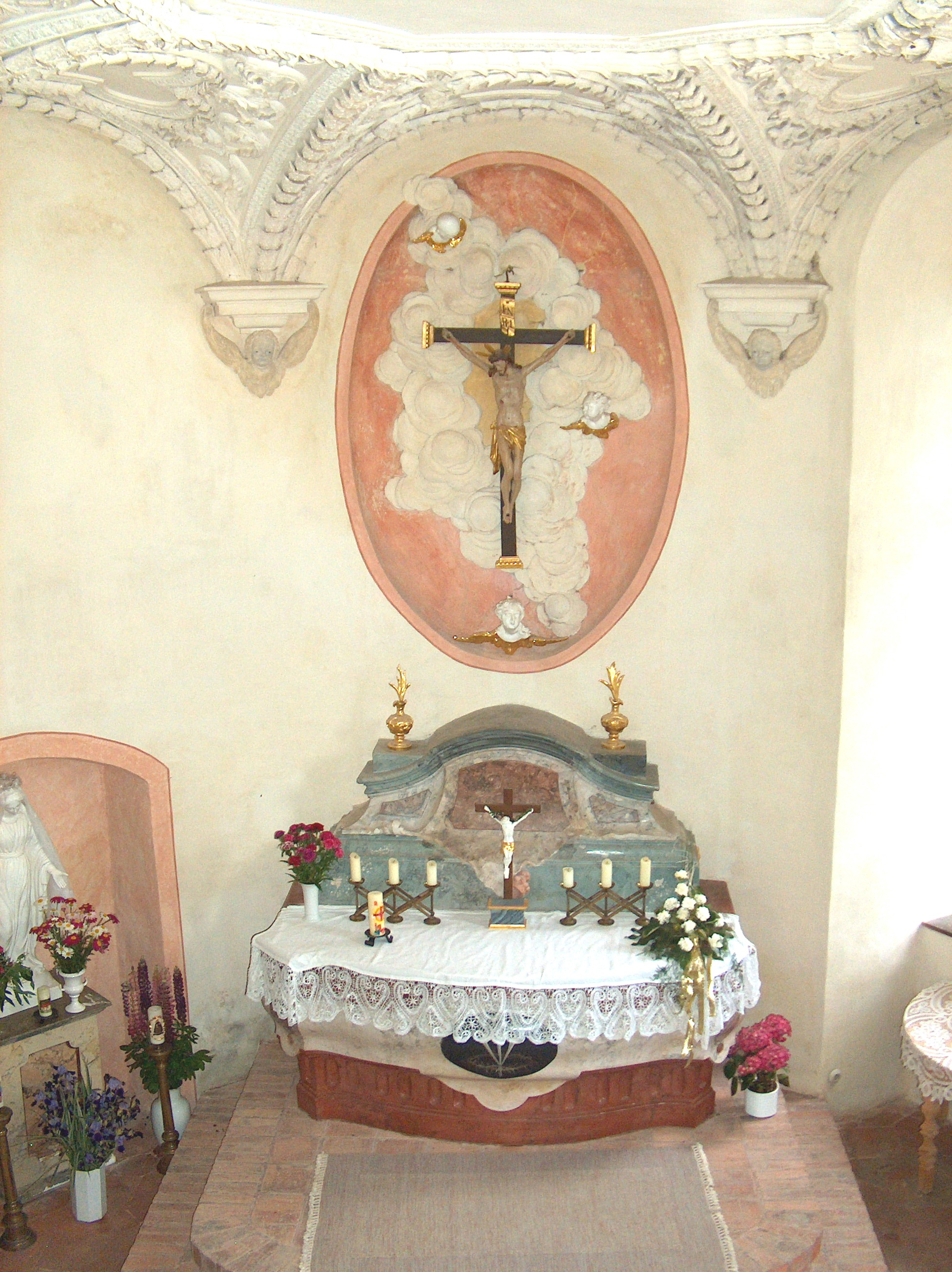
Innenansicht der Kapelle